# 1949 en mathématiques
| Années des mathématiques : 1946 - 1947 - 1948 - 1949 - 1950 - 1951 - 1952    |
| Décennies des mathématiques : 1910 - 1920 - 1930 - 1940 - 1950 - 1960 - 1970 |

Cet article présente les faits marquants de l'année 1949 en mathématiques.

## Évènements
- 10 février : le topologue hongrois Ákos Császár décrit le polyèdre de Császár [1].
- Juin : le mathématicien américain d'origine hongroise John von Neumann calcule le nombre pi jusqu'à la décimale 2037 avec un ordinateur ENIAC[2].
- Le mathématicien indien Dattatreya Ramachandra Kaprekar décrit la « constante de Kaprekar » lors de la Madras Mathematical Conference[3].
- 1er juillet : le mathématicien américain Ernst G. Straus publie un article intitulé Quelques résultats de la théorie unitaire d'Einstein [4].

## Naissances

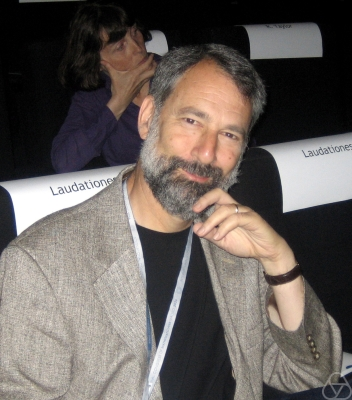
Charles Fefferman

- 8 janvier : Bernard Helffer, mathématicien français.
- 30 janvier : Andrew Majda (mort en 2021), mathématicien américain.
- 1er février : Chuu-Lian Terng, mathématicienne taïwanaise.
- 4 février : René Cori, mathématicien français.
- 26 février : Laurent Véron, mathématicien français.
- 28 février : Zoia Ceaușescu (morte en 2006), mathématicienne roumaine.
- 4 avril : Shing-Tung Yau, mathématicien sino-américain, médaille Fields en 1982.
- 7 avril : Celso José da Costa, mathématicien brésilien.
- 16 avril : Hendrik Lenstra, mathématicien néerlandais.
- 18 avril : Charles Fefferman, mathématicien américain, médaille Fields en 1978.
- 21 avril : Robert Goldblatt, mathématicien néo-zélandais.
- 28 avril : John Toland, mathématicien irlandais.
- 9 mai : Adrián Paenza, mathématicien et journaliste argentin.
- 24 mai : Tomaž Pisanski (en), mathématicien slovène.
- 14 juin :
  - Joel Feldman, mathématicien canadien.
  - Dan-Virgil Voiculescu, mathématicien roumain.
- 19 juin : Ernst Hairer, mathématicien autrichien.
- 13 juillet : Karen Vogtmann, mathématicienne américaine.
- 23 juillet : Andrew Odlyzko, mathématicien et informaticien américain d'origine polonaise.
- 24 juillet : Marc Yor (mort en 2014), mathématicien français.
- 9 octobre : Fan Chung, mathématicienne américaine.
- Jeffrey Lagarias, mathématicien américain.
- 8 décembre : Michelle Schatzman (morte en 2010), mathématicienne française.
- 19 décembre : Uffe Haagerup (mort en 2015), mathématicien danois.
- 27 décembre :
  - Jean-Baptiste Hiriart-Urruty, mathématicien français.
  - Jean-Marie Dufour, mathématicien, statisticien et économiste canadien (québécois).
- Michel Authier, mathématicien, philosophe et sociologue français.
- Robert Bourbeau, statisticien canadien.
- Leonidas John Guibas, mathématicien et informaticien américain.
- Andrew Hodges, mathématicien, physicien et auteur britannique.
- Yasumasa Kanada, mathématicien japonais.
- Anatoly Libgober, mathématicien russe.
- Richard Melrose, mathématicien australien.

## Décès
- 2 mars : Charles Cobb (né en 1875), mathématicien et économiste américain.
- 7 mars : Jules Drach (né en 1871), mathématicien français.
- 23 mars : Rodion Kouzmine (né en 1891), mathématicien russe.
- 24 mars : Adolphe Bühl (né en 1878), mathématicien et astronome français.
- 19 août : Charles Bioche (né en 1859), mathématicien français.
- 28 septembre : Jean-Marie Le Roux (né en 1863), mathématicien français.
- 19 novembre : Giulio Vivanti (né en 1859), mathématicien italien.
- 5 décembre : Alfred James Lotka (né en 1880), mathématicien et statisticien américain.
- 10 décembre : Luigi Berzolari (né en 1863), mathématicien italien.